# Jean-Mathieu-Philibert Sérurier

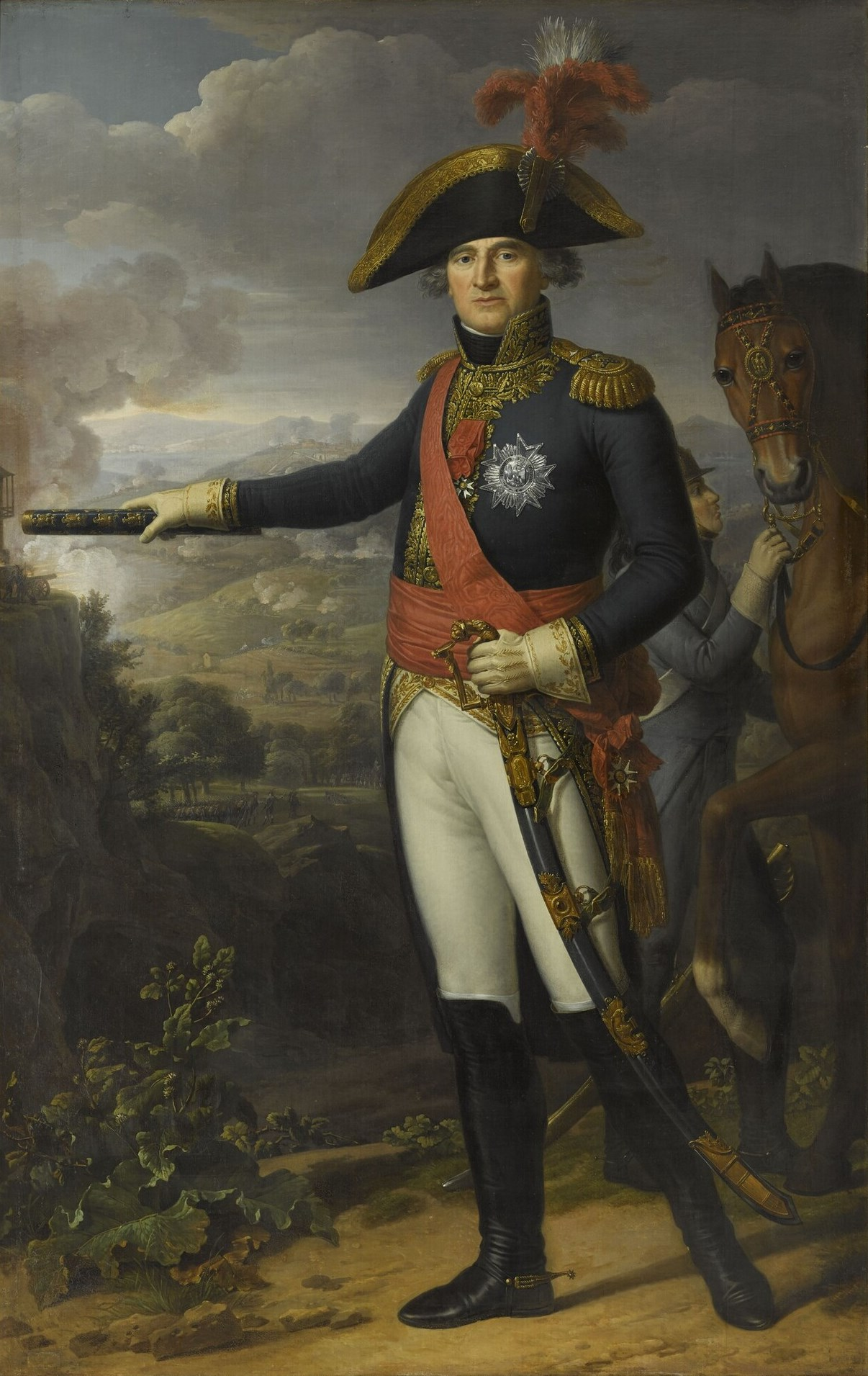
Mareşalul Jean-Mathieu-Philibert Sérurier

Jean-Mathieu-Philibert Sérurier, conte Sérurier, (8 decembrie 1742—24 decembrie 1819), a fost un militar și om politic francez căruia i s-a acordat în 1804 demnitatea de Mareșal al Franței. În 1814, atunci când prusacii au intrat în Paris, a ordonat arderea a câteva sute de drapele inamice capturate de-a lungul războaielor napoleoniene, pentru a evita ca acestea să fie recuperate de inamic.